# Тороенгпронг
Тороенгпронг (вьет. Toroeng Prong) — вулкан в провинции Контум, Вьетнам. Расположен к юго-западу от города Куангнгай. Представляет собой шлаковый конус высотой 800 м. Сложен базальтами. Состоит из кратерного озера, имеются 3 вулканических разлома. Вулкан возник в современный период.